# انفجاری کامی واک‌دار
انفجاری کامی واکدار، انفجاری سخت‌کامی واکدار، یا انسدادی سخت‌کامی واکدار یک صامت است که در گفتار برخی از زبان‌های جهان به کار می‌رود. نماد این همخوان در الفبای آوانگاری بین‌المللی ⟨ɟ⟩ است.